# Il borgomastro di Furnes
Il borgomastro di Furnes è un romanzo di Georges Simenon, scritto nel 1938 e pubblicato dalla Gallimard.

## Edizioni
- (FR) Georges Simenon, Le Bourgmestre de Furnes, Gallimard, 1939, OCLC 878544832.
- George Simenon, Il borgomastro di Furnes, Milano, Mondadori, 1960, OCLC 878544832.